# Die feurige Isabella

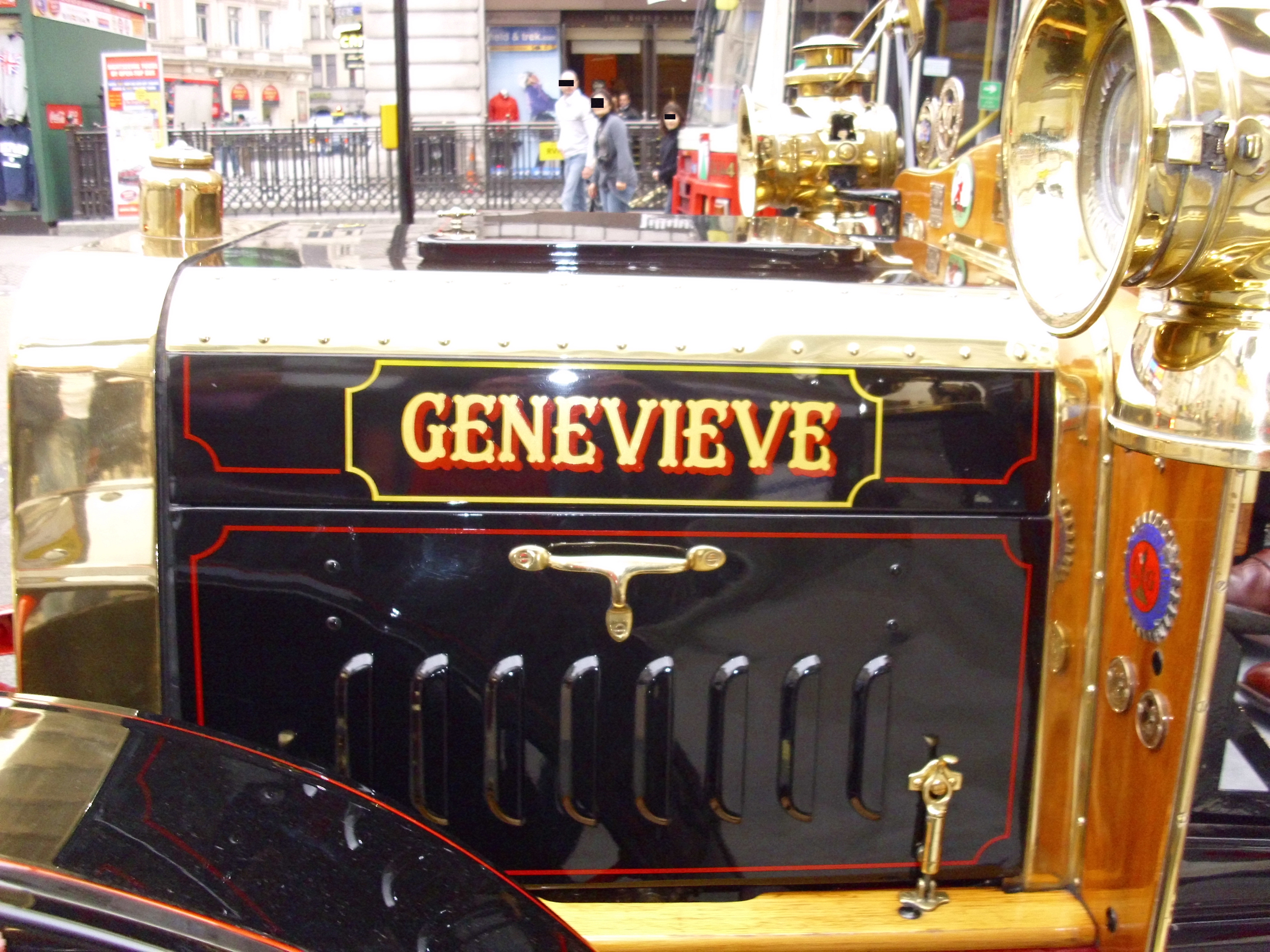
Schriftzug GENEVIEVE am Originalfahrzeug

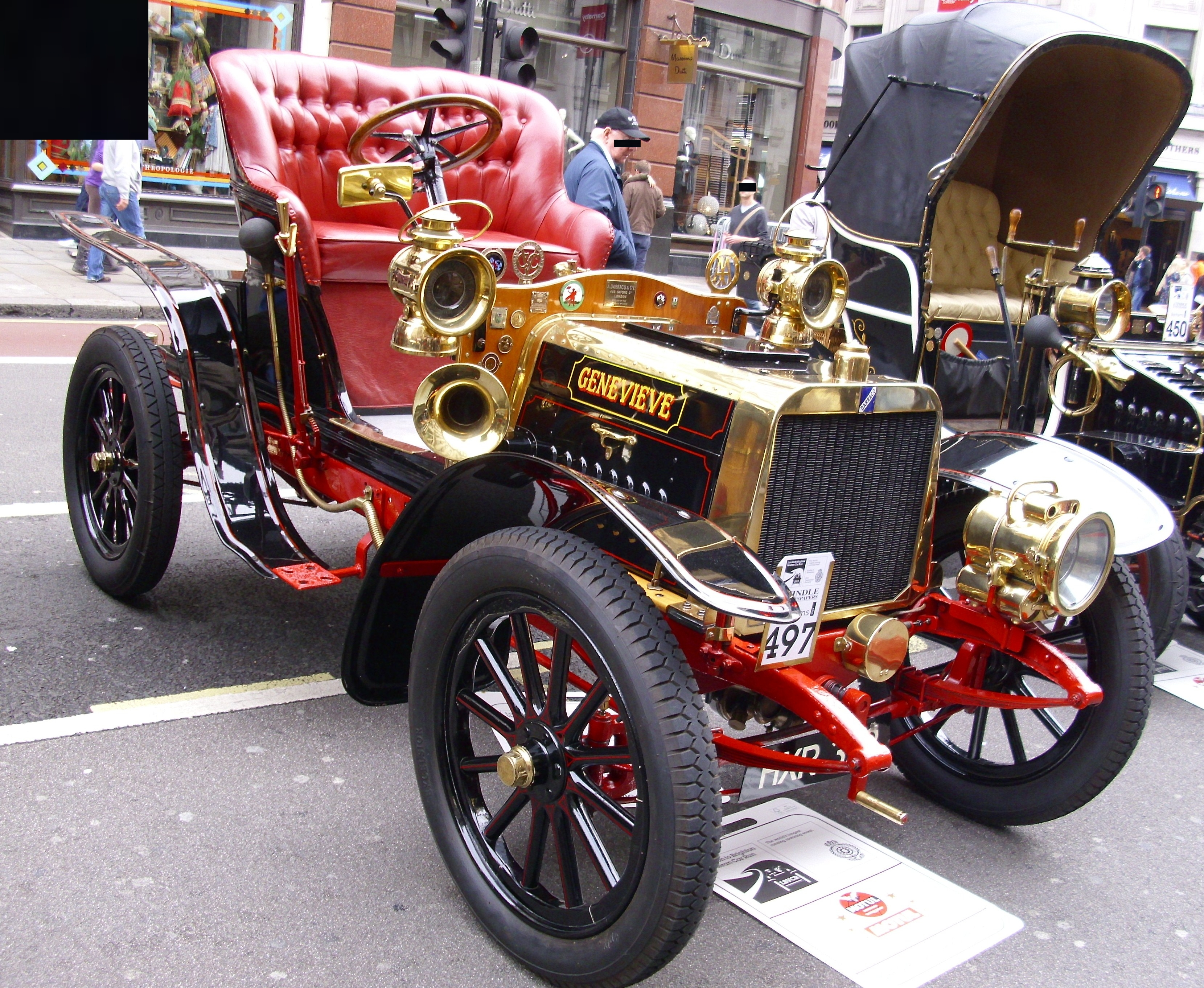
Originalfahrzeug: Darracq von 1904

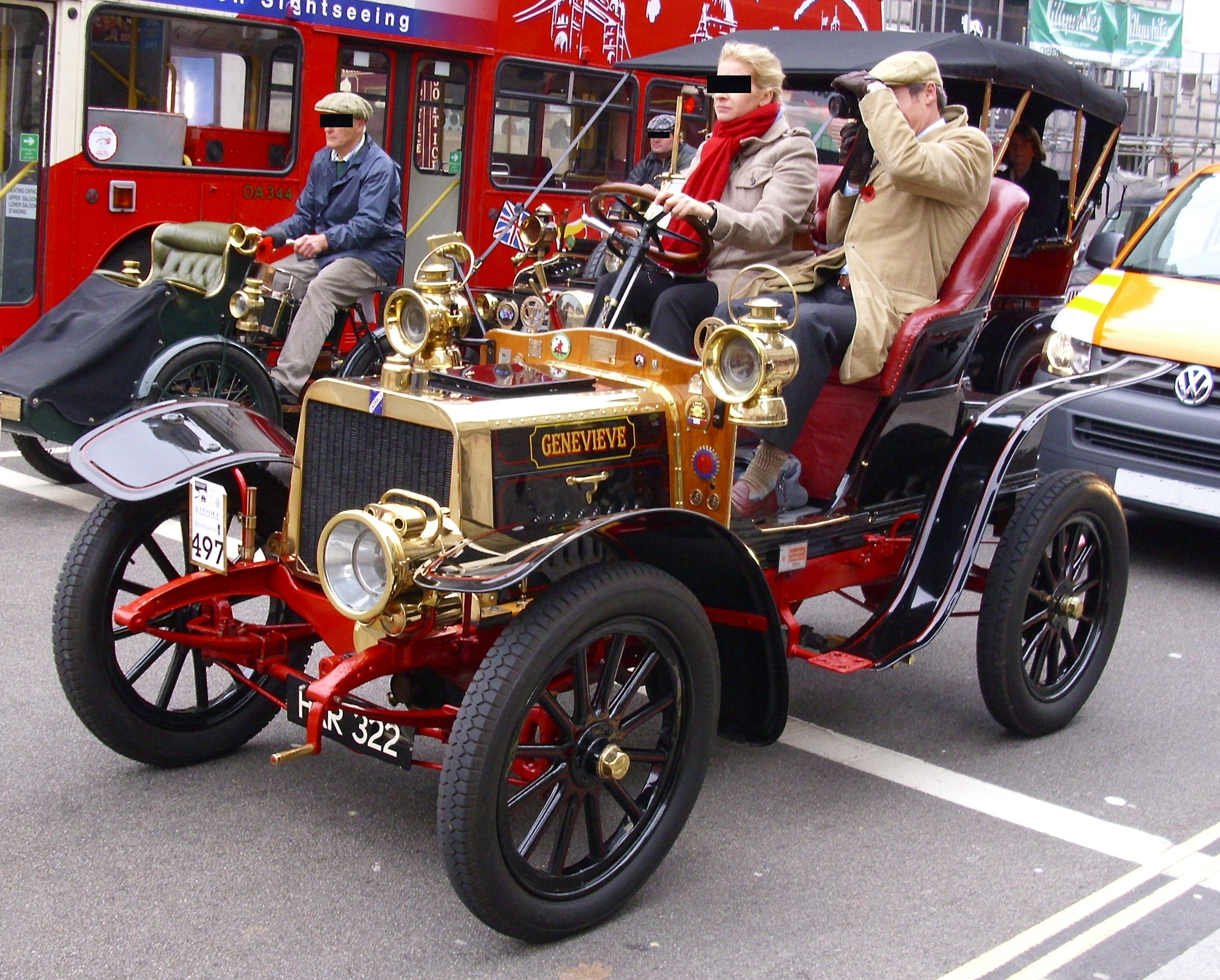
Originalfahrzeug

Die feurige Isabella (Originaltitel: Genevieve) ist eine britische Filmkomödie des Regisseurs Henry Cornelius aus dem Jahr 1953 nach einer gleichnamigen Erzählung von William Rose. Deutschland-Premiere war am 24. September 1954.

## Handlung
Der Rechtsanwalt Alan McKim und seine Frau Wendy nehmen mit Genevieve, einem Darracq Baujahr 1904, an einem Oldtimerrennen von London nach Brighton teil. Ihre Freunde Ambrose Claverhouse und Rosalind Peters fahren in diesem Rennen einen Spyker Baujahr 1904. Während für Ambrose und Rosalind die Fahrt nach Brighton kein Problem ist, haben die McKims allerlei Pannen und kommen daher erst spät in Brighton an. Frustriert storniert Alan die Hotelbuchung in einem Nobelhotel, sodass die beiden stattdessen in einer schäbigen Pension übernachten.
Alan und Wendy treffen auf Ambrose und Rosalind, die ein paar Drinks in einer Bar zu sich nehmen. Die betrunkene Rosalind will unbedingt mit der Hausband Trompete spielen und interpretiert den Song Genevieve, bevor sie in Schlaf fällt. Alan und Wendy geraten in Streit, weil Ambrose scheinbar an Wendy interessiert ist. Ärgerlich geht Alan in die Garage und werkelt in der Nacht an Genevieve. Als Ambrose auftaucht bietet ihm der verärgerte Alan eine Wette an. Er wettet 100 Pfund, dass er schneller als Ambrose zurück in London ist. Ziel ist die Westminster Bridge.
Am nächsten Morgen starten die beiden Autos mit einer verkaterten Rosalind im Spyker und einer die Sache missbilligenden Wendy im Darracq. Obwohl beide Fahrer von der Leistung ihres Autos überzeugt sind, kommt es zu Schummeleien. Ambrose sabotiert Alans Motor, Alan kann Ambrose von der Polizei anhalten lassen. In einem Londoner Vorort werden die Kopf an Kopf liegenden Kontrahenten dann von der Verkehrspolizei gestoppt. Nach einer Alkoholprobe werden beide Fahrer verwarnt. Auf Wendys Einspruch hin wird die Wette fallengelassen, man will dann doch lieber eine Party feiern. Doch schon kommt es wieder zu einem Streit und die Wette wird weiter verfolgt.
Wieder geht es Kopf an Kopf weiter, diesmal durch Londons südliche Vororte. Dann ist das Ziel in Sichtweite. Doch wenige Meter vor dem Ziel versagt Genevieves Motor. Als Ambrose überholen will, geraten die Reifen seines Spykers in die Straßenbahnschienen und unbeabsichtigt biegt er von der Zielgeraden ab. Alan lässt Genevieve ausrollen und kann so die Westminster Bridge erreichen und die Wette gewinnen.

## Kritiken
Laut film-dienst habe der Film „prächtige alte Autos, eine Reihe von Vollblutkomödianten und viele witzige Einfälle“ und sei ein „sympathische[r] Lustspiel-Evergreen“. Zu einer ähnlichen Einschätzung kommt der Evangelische Film-Beobachter: „Heiterer englischer Film über eine Wettfahrt mit alten Automobilen.“

## Auszeichnungen
- Oscar 1955
  - Nominierung:
    - Bestes Originaldrehbuch – William Rose
    - Beste Filmmusik – Larry Adler
- Golden Globe 1955
  - Auszeichnung:
    - Bester fremdsprachiger Film
- British Film Academy Awards 1956
  - Auszeichnung:
    - Bester britischer Film

  - Nominierung:
    - Bester britischer Darsteller – Kenneth More

Das British Film Institute wählte Die feurige Isabella im Jahr 1999 auf Platz 86 der besten britischen Filme aller Zeiten.

## Synchronisation
| Rolle               | Darsteller    | Synchronsprecher |
| ------------------- | ------------- | ---------------- |
| Alan McKim          | John Gregson  | Werner Dahms     |
| Rosalind Peters     | Kay Kendall   | Marlene Riphahn  |
| Ambrose Claverhouse | Kenneth More  | Dietrich Haugk   |
| Polizist            | Geoffrey Keen | Arnold Marquis   |